# جغرافیای سوریه
سوریه در آسیای باختری، شمال شبه‌جزیره عربستان در خاورمیانه، و در خاور دریای مدیترانه جای گرفته‌است. این کشور در شمال با ترکیه، در باختر با لبنان و فلسطین، در خاور با عراق، و در جنوب با اردن هم‌مرز است. جغرافیای سوریه دربردارندهٔ رشته‌کوههایی در باختر و پهنه‌های استپی درون‌بوم است. بیابان سوریه در خاور و رشته‌کوه دروز در جنوب این کشور جای گرفته‌اند. رود فرات بیابان سوریه را دوپاره کرده‌است. مخزن سدی که در سال ۱۹۷۳ میلادی بر روی فرات ساخته شد دریاچه اسد نامیده شده و هم‌اکنون بزرگترین دریاچهٔ سوریه است. بلندترین نقطه سوریه، کوه جبل‌الشیخ با بلندای ۲٬۸۱۴ متر (۹٬۲۳۲ فوت) در مرز لبنان است. پهنه‌های استپی نیمه‌خشکی که در میان کرانه‌های مرطوب دریای مدیترانه از یک سو و ناحیه‌های بیابانی در سوی دیگر، جای گرفته‌اند نزدیک به سه‌چهارم این کشور را پوشانده‌اند. این پهنه‌های استپی میزبان بادهای گرم و خشکی هستند که از سوی بیابان می‌وزد.
سوریه به چهارده استان (به عربی: محافظة) بخش‌بندی شده‌است. هر استان به ۶۰ شهرستان (به عربی: منطقة)، و هر شهرستان به بخش‌های (به عربی: ناحیة) کوچکتر تقسیم می‌شود. شهر دمشق پایتخت سوریه و دومین شهر بزرگ این کشور است. شهر حلب در شمال، بزرگترین شهر سوریه است. شهرهای لاذقیه و طرطوس بزرگترین و اصلی‌ترین بندرهای این کشور در کرانه‌های دریای مدیترانه هستند.

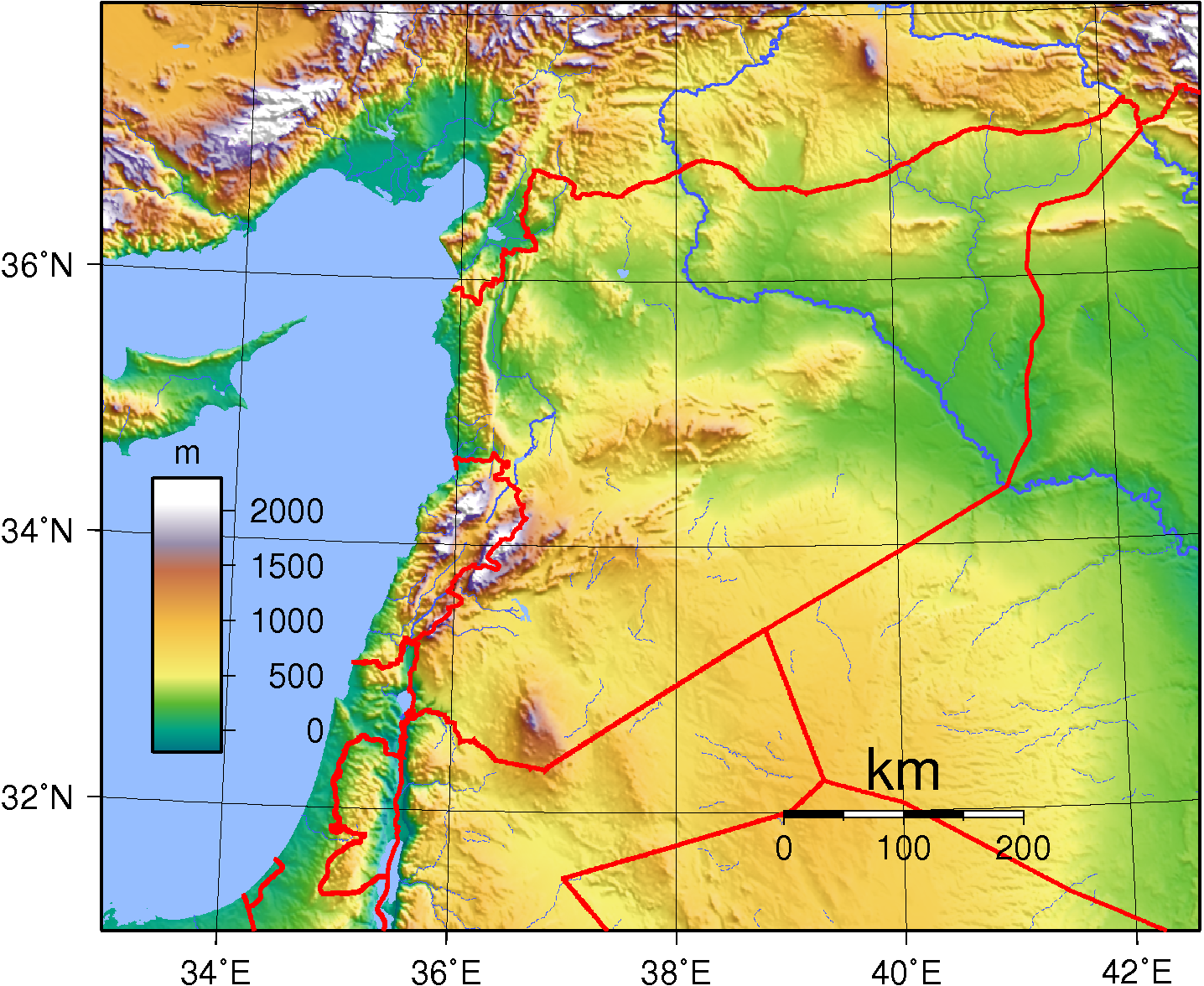
نقشه مکان‌نگاری سوریه